# دین امپراتوری اینکا
دین اینکا دین رسمی سراسر امپراتوری اینکا بود. این دین یک سنت مبتنی بر چندخدایی بود که ریشه در باورها و عقاید بومیان باستانی‌تر آمریکای جنوبی داشت.

## حدود جغرافیایی
حدود رواج این دین در محدوده تاریخی رشته‌کوه آند در مناطق امروزه کشورهای بولیوی، پرو و بخش‌هایی از اکوادور بوده‌است. دین اینکاها که میان مردمان مختلف قلمرو حکومتی اینکاها از جایگاهی ویژه برخوردار بوده پس از سقوط امپراتوری اینکاها بدست اروپاییان مهاجم و مرگ آتاهوالپا به فرمان پیزارو کم‌کم جایگاه خود را از داد و امروزه تقریباً متروک شده‌است هر چند ردپای آیین‌های آن در سنت‌ها و عملکرد مذهبی مردم بومی آمریکای جنوبی به‌خوبی بچشم می‌خورد.

## گونه‌های مذهبی
مرکز مهم مذهبی اینکاها شهر کوزکو بوده‌است. دین اینکا در یکدست‌سازی و کنترل و انقیاد بهتر بر قلمرو حاکمان تأثیر بسزایی داشته‌است. چند گونه تفسیر و قرائت متفاوت از دین در میان اینکاها موجود بوده و ظاهراً هر منطقه آیین جداگانه خود را داشته‌است. در باورهای اینکاها منشأ نخستین پدر از خورشید و نخستین مادر از ماه بوده‌است.

## اساطیر
اساطیر اینکا تصویر جهان را به سه رده متفاوت تقسیم کرده بود. این سه رده شامل جهان بالا، جهان میانه و جهان زیرین می‌شد. جهان بالا را هانان پاچا می‌نامیدند که عالم علوی و مهد ستارگان و تجسام نورانی بود. جهان زیرین را مرکز فرمانروایی مار مقدس می‌دانستند. چنین تفکری در میان قوم مایا نیز وجود داشت.